# پلوورم (آمت)
پلوورم (به آلمانی: Amt Pellworm) یک منطقهٔ مسکونی در آلمان است که در شلسویگ-هولشتاین واقع شده‌است. پلوورم ۱٬۲۹۵ نفر جمعیت دارد.